# Carlo Borghi (poeta)
Carlo Borghi (Milano, 12 settembre 1851 – Milano, 6 aprile 1883) è stato un poeta, scrittore e giornalista italiano.

## Biografia
Repubblicano, come poeta partecipò al fervore della Scapigliatura milanese della Vita Nuova. Scrisse testi sulla storia della Milano antica, e fu giornalista, fondando i giornali Penombra e L'Italia (dicembre 1882).

Insieme a Giovanni Pozza con il fratello Francesco Pozza, fondò il settimanale satirico Il Guerin Meschino (1881-1921).
Morì giovanissimo nel 1883. Quella settimana il Guerin Meschino uscì listato a lutto, con un componimento dialettale in sua memoria scritto da Francesco Pozza.